# Saffier

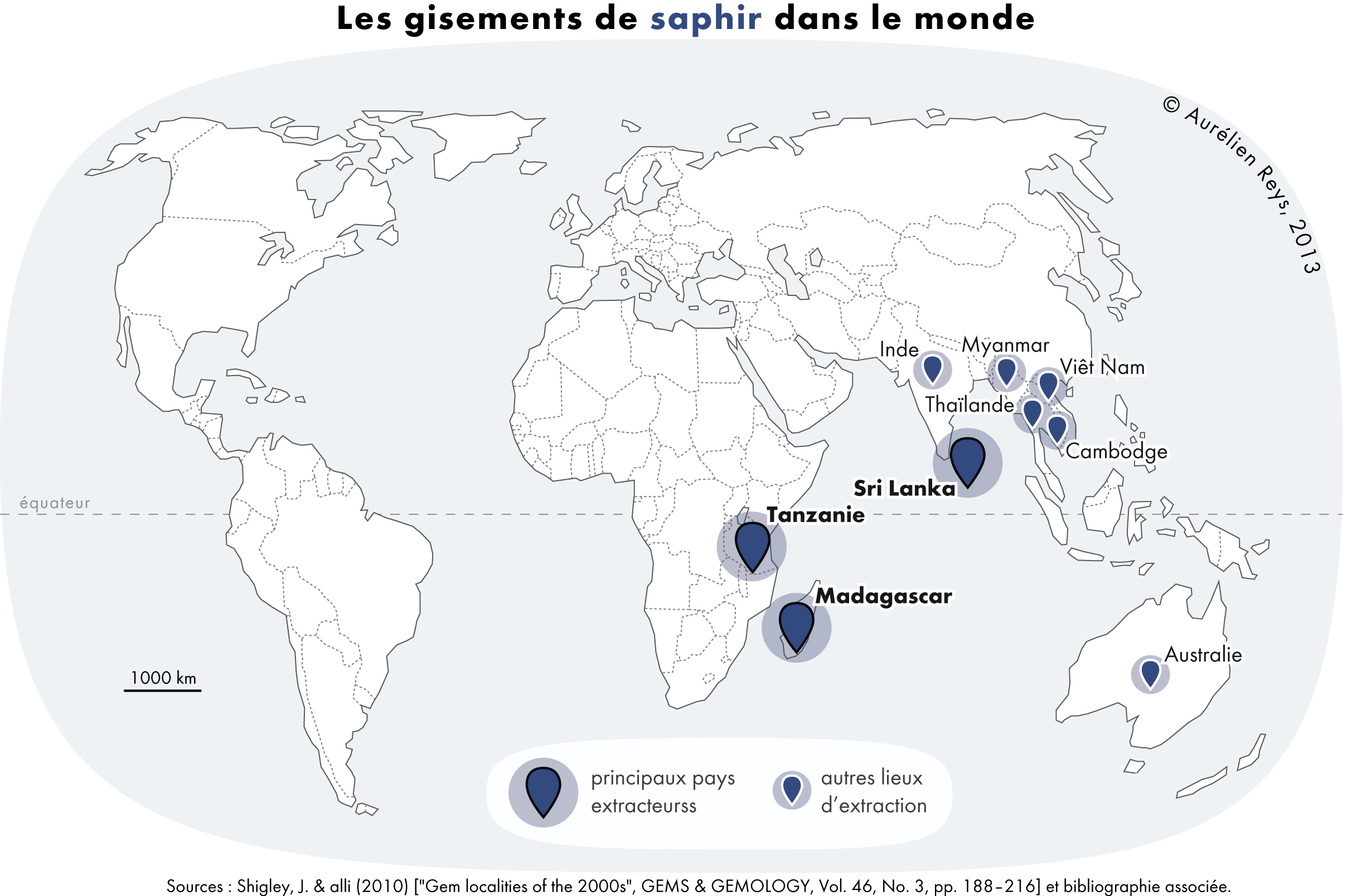
Belangrijkste saffier producerende landen

De saffier (Hebreeuws: ספּיר of Sapir) is een kostbare edelsteen. Het is een transparant korund. Blauwe stenen van goede kwaliteit worden over het algemeen geclassificeerd als een van de meest waardevolle edelstenen. De blauwe kleur is het gevolg van "vervuilende" ijzerdeeltjes die aanwezig zijn in het korund.

## Geschiedenis
Saffieren zijn al sinds mensenheugenis geliefde edelstenen, vanwege hun grote schoonheid en hun buitengewone eigenschappen. In het verleden werden alle blauwe stenen "saffier" genoemd.
Pas in het begin van de 19de eeuw werden ze samen met robijnen als zelfstandige edelstenen binnen de korundgroep beschouwd. Saffieren worden buitengewone eigenschappen toegeschreven. De saffier zou zijn eigenaar kracht, eer en onsterfelijkheid verlenen. Hij was het symbool voor rijkdom en voorkwam tweespalt en smart.
De saffier is een van de "negen edelstenen" in de Thaise Orde van de Negen Edelstenen.
Volgens de rabbijnse traditie in het Jodendom wordt saffier in de Talmoed en de Mishnah beschreven als de steen waarop de tien geboden werden geschreven. Saffier stond hierbij symbool voor de steen die naar de hemel verwijst.

## Ontstaan
Metamorfieten, pegmatieten, basische basalten, edelsteenafzettingen enz.

## Voorkomen

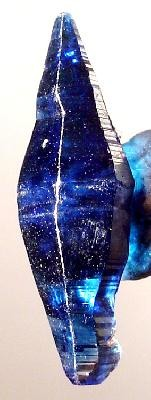
Ruwe blauwe saffier uit Sri Lanka

Saffieren en leucosaffieren worden al sinds de vroegste oudheid gevonden op het eiland Sri Lanka. Deze vindplaatsen strekken zich uit over een oppervlak van ongeveer 2000 km². Soms worden ook grote stenen gevonden, maar deze zijn niet altijd van edelsteenkwaliteit. De grootste saffier heeft naar men beweert een gewicht van 20 kg. In het jaar 1974 werden hier saffieren gevonden van 144 en 300 karaat.
Saffieren worden voornamelijk gevonden in Thailand, India, Sri Lanka, de Volksrepubliek China (Shandong), Madagaskar (met name rond Ilakaka), Oost-Afrika en Myanmar, maar ook in Australië en in de Verenigde Staten (in Montana). De saffieren uit Kasjmir zijn korenbloemblauw en worden het hoogst getaxeerd. De soorten uit Sri Lanka zijn bleker; die uit Montana hebben een metaalglans; en de Australische saffieren hebben een donkerblauwe schaduw hetgeen ze een bijna zwart uiterlijk geeft.
Net als robijnen van gelijkaardige structuur tonen sommige saffieren een zeskantige ster wanneer gesneden in een cabochon (ronde vorm) en blootgesteld worden aan direct zonlicht. Dergelijke stersaffieren worden gewoonlijk gevonden in Sri Lanka. Synthetische saffieren worden gemaakt door de fusie van aluminiumoxide met titaandioxide dat als kleurende stof wordt toegevoegd.
Ook korund van edelsteenkwaliteit met een kleur anders dan rood of blauw, geeft men de naam saffier. Zo bestaan er naast blauwe saffieren ook kleurloze saffieren (leukosaffier) en gele, roze, violette en groene saffieren. Daarnaast bestaan er ook meerkleurige saffieren. Anders gekleurde saffieren zijn meestal minder waard dan de blauwe saffieren. Een uitzondering is de oranje-roze saffier (Padparadja), die erg zeldzaam en dus kostbaar is.

## Bewerking
Facetslijpsel, cabochons, gesneden stenen.

## Vergelijkbare mineralen
Spinel, cordieriet, zoisiet, indigoliet, benitoiet, topaas, kyaniet, zirkoon en tanzaniet.

## Kunstmatig gemaakt saffier
Door aluminiumoxide te smelten en daarna gedurende twee weken langzaam te laten afkoelen vindt kristallisatie plaats rondom een kristallisatiestaaf en ontstaat een groot blok van kleurloos saffier.

## Imitaties
Synthetische korund, doubletten en glas.

## Onderhoud
Door hitte kan de kleur achteruitgaan; reinigen kan zonder probleem.